# Érémomèle à tête brune
Eremomela badiceps
Espèce
Statut de conservation UICN

 LC  : Préoccupation mineure
L’Érémomèle à tête brune (Eremomela badiceps) est une espèce de passereaux de la famille des Cisticolidae.

## Répartition
Cet oiseau est répandu à travers la forêt équatoriale africaine.

## Liste des sous-espèces
Selon la classification de référence du Congrès ornithologique international (14.1.2024) :
- Eremomela badiceps fantiensis Macdonald, 1940 — à l'Ouest du Dahomey Gap ;
- Eremomela badiceps latukae B.P.Hall, 1949 — sud du Soudan du Sud ;
- Eremomela badiceps badiceps (Fraser, 1843) — à l'Est du Dahomey Gap.

## Classification
Le nom valide complet (avec auteur) de ce taxon est Eremomela badiceps (Fraser, 1843).
Ce taxon porte en français les noms vernaculaires ou normalisés suivants : Érémomèle à tête brune,.